# Elizebeth Friedman
Elizebeth Smith Friedman, née le 26 août 1892 à Huntington (Indiana) et morte le 31 octobre 1980 à Plainfield (New Jersey), est une cryptanalyste et écrivaine. Elle est reconnue pour être la première femme dans le domaine de la cryptologie et pour avoir notamment déchiffré trois machines Enigma, utilisées par les Allemands pendant la Seconde Guerre mondiale. Elle a également contribué au démantèlement de plusieurs réseaux de contrebande lors de la prohibition dans les années 1930. 
Malgré quelques apparitions publiques lors des procès concernant les réseaux de contrebandes, elle restera dans l'ombre du fait de ses activités classées secret défense lors la guerre et en retrait par rapport à son mari, William F. Friedman, également cryptanalyste qui a fortement contribué au succès des américains lors des deux guerres mondiales.  
Les travaux d'Elizebeth Friedman connaitront une notoriété posthume, lors de la déclassification des documents de guerre notamment et plus particulièrement via une biographie écrite par Jason Fagone en 2017. Le livre The Woman Who Smashed Codes retrace la carrière de la cryptanalyste en se basant sur les archives personnelles de Friedman, conservées à la bibliothèque de Virginie. 

## Biographie

### Enfance et études
Elizebeth Smith Friedman est issue d’une famille modeste de Huntington, dans l'Indiana. Elle est le neuvième enfant de John Marion Smith, qui a été crémier, banquier, homme politique et membre de la société religieuse des Amis, et Sopha Strock Smith. La particularité orthographique de son prénom provient de sa mère, qui ne souhaite pas que sa fille soit surnommé « Eliza » ,
Elizebeth commence ses études à l'Université de Wooster. Elle suspend ses études en 1913 alors que sa mère est malade. Elle les reprendra quelques mois plus tard à Hillsdale où elle étudie la littérature anglaise, le latin, le grec et l'allemand. Diplômée en 1915, elle entre dans la vie active comme principale adjointe de lycée,,.  

### Vie de famille
Elizebeth Smith rencontre William F. Friedman à son arrivée à Riverbank en 1916. Après moins d'un an de vie commune au sein du complexe, ils se marient en mai 1917 à Chicago. Ils ont deux enfants, Barbara, née le 14 octobre 1923 et John Ramsay, né le 28 juillet 1926,. Le couple restera uni jusqu'à la mort de William F. Friedman en 1969. 

### Riverbank
Elizebeth Friedman développe rapidement un attrait pour l'analyse des textes de Shakespeare, grâce à sa formation littéraire. À l'âge de 23 ans et par l'intermédiaire d'un libraire de Chicago, elle est recrutée par Georges Fabyan, un millionnaire finançant son propre centre de recherche privé à Geneva, en 1916 afin de déterminer si Shakespeare était bien l'auteur des textes qui lui sont attribués. Elle assiste Elizabeth Wells Gallup, qui est convaincue que les œuvres de Shakespeare ont en réalité écrites par Francis Bacon, qui aurait caché des indices dans la typographie afin de révéler des messages secrets dans les lignes théâtrales,,. 

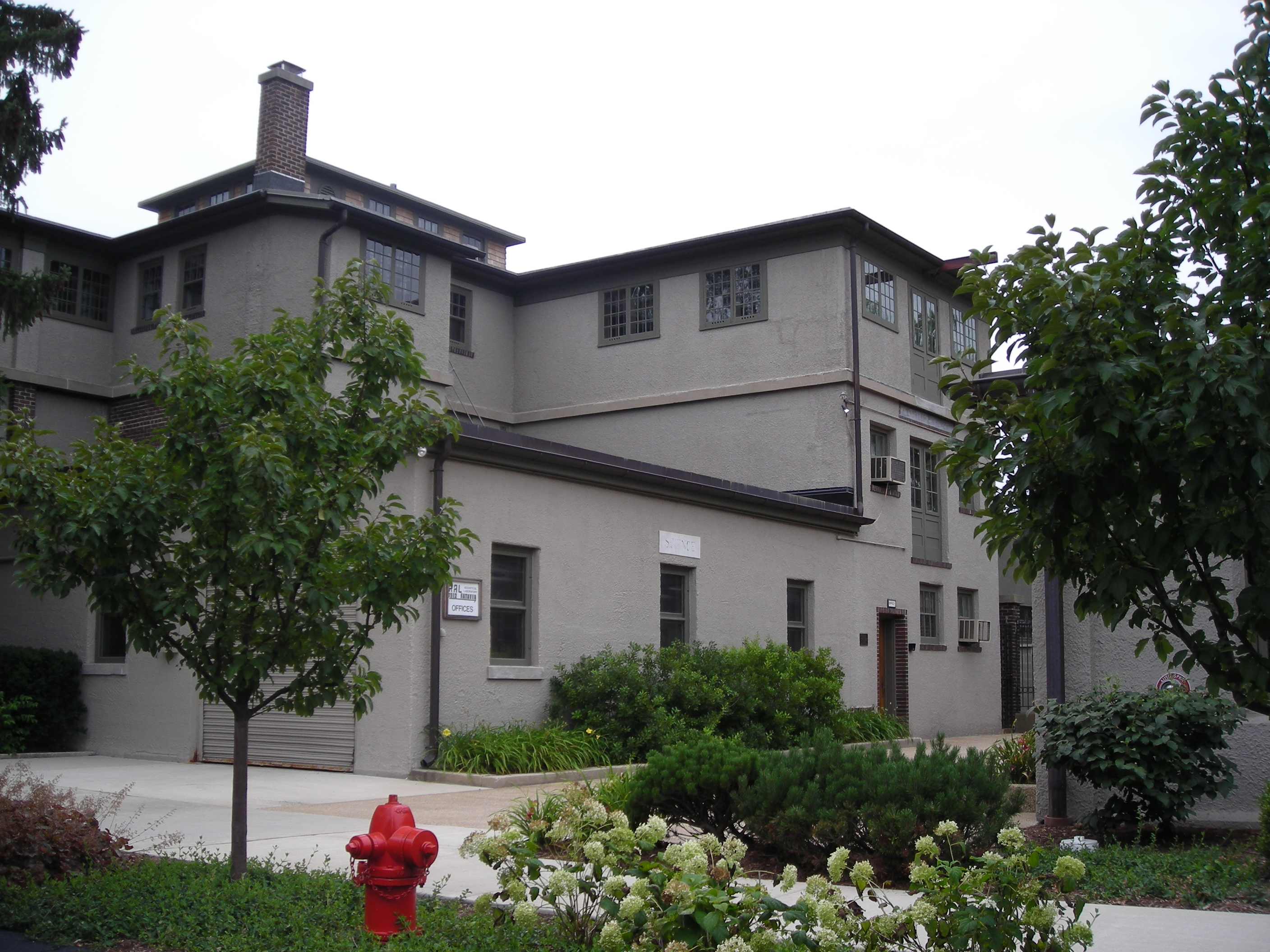
Riverbank Laboratories, où Elizebeth Friedman commencera sa carrière de cryptanalyse

Durant ses premiers mois à Riverbank, Elizebeth se lie d'amitié avec William F. Friedman, l'un des rares scientifiques de sa tranche d'âge du complexe (âgé d'un an de plus qu'elle), qui effectue des travaux dans le domaine de la génétique. Il est également intéressé par la cryptologie et assiste de temps à autre Gallup. Après de nombreuses tentatives, tous deux doutent de la véracité de la thèse de Gallup. Après la mort de sa mère Sopha en février 1917, Elizebeth souhaite aller de l'avant et décide d'arrêter de travailler sur cette théorie. Avec le soutien de Fabyan, Gallup continuera de travailler sur Francis Bacon jusqu'à sa mort en 1934. Elizebeth et William publieront ensemble en 1957 The Shakespearean Ciphers Examined, un livre qui réfute la thèse impliquant Francis Bacon dans l'œuvre shakespearienne.
À la même période, Georges Fabyan approche le gouvernement pour ouvrir le premier centre de cryptologie des États-Unis, dont Elizebeth et William seront les membres fondateurs. Elizebeth n'est pas mathématicienne initialement mais son expérience sur les textes de Shakespeare lui a permis de montrer un certain intérêt pour la résolution de problèmes similaires. À partir d'avril 1917, à l'entrée en guerre des États-Unis dans le premier conflit mondial, et pendant huit mois, le couple participera activement à la résolution des messages chiffrés pour le département d'État, l'armée et le département de la Justice.  
Après plusieurs années au sein de Riverbank, le couple est lassé de cette expérience et des méthodes de Georges Fabyan. Ils quittent le complexe du millionnaire sans préavis en 1920 et sont tous les deux embauchés en janvier 1921 par le gouvernement au département de la Guerre des États-Unis. William F. Friedman est assigné lieutenant dans la réserve de l'armée alors que Elizebeth est embauché dans le civil.

### Cryptanalyse dans la garde côtière des États-Unis
En 1923, Elizebeth est embauchée comme cryptanalyse par la US Navy. Depuis 1919, la politique de prohibition est appliquée aux États-Unis via le Volstead Act, ce qui entraine une explosion de l'activité de contrebande maritime d'alcool les années qui suivent afin d'éviter les taxes sur l'alcool, la drogue et les parfums. Friedman travaille au bureau de la Prohibition pour démanteler ces réseaux de contrebande, via le déchiffrement des correspondances radio et écrites des bootleggers. 
À partir de 1925, Charles Root de l'United States Coast Guard demande de l'aide à Friedman pour déchiffrer des messages interceptés par son équipe. La garde côtière possède à l'époque le matériel radio le plus abouti afin de gérer les missions de sauvetage et intercepter les messages le long des 30 000 km de côte. Cependant, elle n'avait aucune compétence en interne pour déchiffrer les messages clandestins ,. L'année suivante, Root propose un emploi à temps plein à Friedman. 
Ces communications sont plus ou moins complexes et les techniques de chiffrement évoluaient progressivement, un défi que relève avec succès la cryptanalyste puisqu'elle déchiffre un total de 12 000 messages durant sa carrière.